# São Pedro da União (kommun)
São Pedro da União är en kommun i Brasilien.   Den ligger i delstaten Minas Gerais, i den sydöstra delen av landet, 600 km söder om huvudstaden Brasília. Antalet invånare är 5 040.
Följande samhällen finns i São Pedro da União:
- São Pedro da União

Omgivningarna runt São Pedro da União är huvudsakligen savann. Runt São Pedro da União är det ganska glesbefolkat, med 25 invånare per kvadratkilometer.